# 高贞善
高贞善（韓語：고정전，1971年8月6日—），韩国前女子击剑运动员。她曾参加1996年和2000年夏季奥运会重剑比赛，还曾获得1998年亚洲运动会女子重剑个人金牌。